# ギル＝ガラド
ギル＝ガラド（Gil-galad、第一紀445年 - 第二紀3441年）は、J・R・R・トールキンが創作した中つ国の伝説の登場人物である。『指輪物語』の中で言及され、『シルマリルの物語』で活躍した。またの名をエレイニオン（Ereinion）。

## 概要
ギル＝ガラドは中つ国のノルドールにおける最後の上級王である（在位 : 第一紀 510年 - 第二紀 3441年）。初期の草稿では、ノルドールの最初の上級王フィンウェの息子であるフィンゴルフィンのそのまた息子、勇敢なるフィンゴンの息子とされていた。しかし、異稿や他の資料ではフィナルフィン王家のオロドレスの息子とされている。この変更で、ギル＝ガラドは（フィンロド・フェラグンドとガラドリエルの兄弟にあたる）アングロドの孫となった。また、彼の上級王位はこの家系によるものであると説明されている。
クウェンヤでの名はアルタナーロ（Artanáro）、シンダール語での名はロドノール（Rodnor）である。しかし、ギル＝ガラド(Gil-galad、「燦然たる輝きの星」の意）、エペッセではエレイニオン（Ereinion、「王家の末裔」の意）の名で知られていた。

## 特徴
ギル＝ガラドは、中つ国に帰還したノルドールの最後の上級王であった。ベレリアンドにおいてのフィナルフィン王家の出であることから、ゴンドリンの没落と上級王トゥアゴンの死の後、上級王に推戴されている。
トールキンが構想していた第一紀の歴史にギル＝ガラドをどのように取り込むか繰り返し考えを変えたので、ギル＝ガラドの半生に不明瞭な点がある（後述の設定の変遷の節を参照）。第一紀のある時期にベレリアンドで出生したことは確かである。ある時点で船造りキーアダンが統治するファラスへと送られたらしく、不明瞭な点もあるが、ナルゴスロンドの陥落後にキーアダンと共にバラール島に居を構えていたことは確かであり、ゴンドリンの没落と上級王トゥアゴンの死の後に上級王となっている。ギル＝ガラドは長命であるにもかかわらず、妻子がいたとは伝えられていない。このことは、中つ国に残ったノルドールが少数であった事実も考慮すると、流謫のノルドールの上級王の号はギル＝ガラドの代で絶えたことを意味する。
怒りの戦いの後、第一紀の終わりに、ギル＝ガラドは大海ベレガイアに面するリンドンの沿岸部を治めた。ほとんどのエルダールはリンドンと裂け谷のエルロンドの避難所に集まっていたが、最盛期には東部の霧ふり山脈まで勢力を伸ばした。
『旅の仲間』によれば、ギル＝ガラドはアンナタールと名乗るよそものに疑いを持った最初のエルダールであり、リンドンへの立ち入りを認めなかった。疑いが正しいことはすぐに判明した。アナタールはサウロンであったのである。サウロンが一つの指輪を鍛造した後、ギル＝ガラドは三つのエルフの指輪のうちの一つ、大気の指輪「ヴィルヤ」を（おそらく炎の指輪「ナルヤ」も）ケレブリンボールから受け取っている。ギル＝ガラドの死の直前に、ヴィルヤを隠すためエルロンドに与えた（ギル＝ガラドがナルヤを所持していたという説を採用するならば、キーアダンがナルヤを受け取ったのはこのときである）。
第二紀の大半、ギル＝ガラドはヌーメノール人との親交を深めていた。エルフとサウロンの戦いでこの関係が重要な役割を果たした。タル=ミンヤトゥア王に指揮されたヌーメノール人の戦力は、ギル＝ガラドがサウロンの軍隊を打ち破るのを助けたのである。
ヌーメノールの没落とエレンディルによるドゥーネダイン放浪者の王国の建国後は、中つ国は平和であった。しかし、第二紀の末期にはサウロンが新しい軍隊と共に現れ、昔の本拠地であったモルドールから隣接するゴンドール王国へ戦いを挑んできた。ギル＝ガラドは、ドゥーネダインの上級王エレンディルと共にエルフと人間の最後の同盟を結成した。エルフと人間による同盟軍はダゴルラドの戦いに勝利し、バラド＝ドゥーアのサウロンを包囲した。
包囲の終わりに、ギル＝ガラド、エレンディルはサウロンの肉体を滅ぼそうとしたが、両名もまた戦死している。エルロンドの会議において、エルロンドはこの最後の戦いで生き残ったのは、イシルドゥア、キーアダンそして自分自身の3人だけだったと述べている。
ギル＝ガラドの槍はアイグロス（Aiglos, Aeglos）である。その意味は「雪の切先」、より一般的な表現ならば「つらら」である（aeg は鋭い、とがった。los は雪）。その名の通りに、この槍にまみえたオークたちは、槍がかれらに凍死をもたらすと噂した。エルロンドはダゴルラドの戦いについてこう述べた。「この戦いはわが方の勝利となった。ギル＝ガラドの槍アイグロスと、エレンディルの剣ナルシルには、何者も抗しがったから。」（新版 指輪物語 3 旅の仲間 上1 二 エルロンドの会議 より 訳瀬田貞二・田中明子）

### 映像作品
ピーター・ジャクソンによる三部作映画『ロード・オブ・ザ・リング』では、ギル＝ガラドが第一部のプロローグ中に少しだけ登場する。本編中では名前がでることはないが、DVD版収録のドキュメンタリーで解説されている。

## 設定の変遷
ギル＝ガラドのことは、もともとフェアノールの子孫であると簡潔に述べられるにとどまっていた。その後、『指輪物語』の執筆中はフェラグンドが未婚で子がなかったとトールキンが決定するまで、彼はフィンロド・フェラグンドの息子とされていた。この頃（1950年代の終わり）のトールキンの下書きには、フィンゴンの息子であることが示唆されていた。
この着想はトールキンの息子で遺稿を編纂しているクリストファ・トールキン（以下、指輪物語の執筆者をトールキン、息子をクリストファと表記する）によって『シルマリルの物語』に含まれることになった。そこでは、ギル＝ガラドはフィンゴンの息子ということになった。ダゴール・ブラゴルラハとベレリアンドの破壊の後、祖父フィンゴルフィンの死によってノルドールの上級王となったフィンゴンは、若きギル＝ガラドをキーアダンの治めるファラスの港に派遣させた。ギル＝ガラドが港に派遣されたという着想は、トールキンがギル＝ガラドをフィンロドの息子とみなしていたときの資料から引き出している。ニアナイス・アルノイディアドの災害の後、上級王位はフィンゴンの弟トゥアゴンに継承される。モルゴスは大兵力でファラスを攻撃するが、キーアダンとギル＝ガラドはバラール島へどうにか退却することができた。ゴンドリンの略奪およびトゥアゴンの死が島へ伝えられると、ギル＝ガラドは即位した。ギル＝ガラドの名前は『終わらざりし物語』の「アルダリオンとエレンディス」の章に見えるが、すでに公表されている『シルマリルの物語』の記述との一貫性を維持するためにクリストファによって変更が加えられている。クリストファはThe Peoples of Middle-earthにおいて、ギル＝ガラドをフィンゴンの息子としたことは編集上の誤りであり、父の意向を尊重しないものであったと発表した。また、ギル＝ガラドの系譜を不明にするほうがより良かっただろうと述べている。
ギル＝ガラドの系譜にまつわるトールキンの最終決定は、オロドレスの息子とすることであった。また、この決定と同時にオロドレスはフィナルフィンの息子ではなく、アングロドの息子とされた。しかしながら、この着想は『シルマリルの物語』には組み込まれていない。オロドレスをアングロドの息子とすることは顕著な変更であり、相当量の文章の書き直しが必要であったと見られている。

## ギル＝ガラドの系図
| フィンウェ       | フィンウェ       | フィンウェ       | フィンウェ       | フィンウェ       | フィンウェ       |                  |                  | インディス     | インディス     | インディス     | インディス     | インディス   | インディス   | オルウェ     | オルウェ     | オルウェ     | オルウェ     | オルウェ     | オルウェ     |              |              |                |                |                |                |                |                |            |            |            |            |              |            |            |            |  |  |            |            |            |            |            |            |  |  |
| フィンウェ       | フィンウェ       | フィンウェ       | フィンウェ       | フィンウェ       | フィンウェ       |                  |                  | インディス     | インディス     | インディス     | インディス     | インディス   | インディス   | オルウェ     | オルウェ     | オルウェ     | オルウェ     | オルウェ     | オルウェ     |              |              |                |                |                |                |                |                |            |            |            |            |              |            |            |            |  |  |            |            |            |            |            |            |  |  |
|                  |                  |                  |                  |                  |                  |                  |                  |                |                |                |                |              |              |              |              |              |              |              |              |              |              |                |                |                |                |                |                |            |            |            |            |              |            |            |            |  |  |            |            |            |            |            |            |  |  |
|                  |                  |                  |                  |                  |                  |                  |                  |                |                |                |                |              |              |              |              |              |              |              |              |              |              |                |                |                |                |                |                |            |            |            |            |              |            |            |            |  |  |            |            |            |            |            |            |  |  |
| フィンゴルフィン | フィンゴルフィン | フィンゴルフィン | フィンゴルフィン | フィンゴルフィン | フィンゴルフィン | フィナルフィン   | フィナルフィン   | フィナルフィン | フィナルフィン | フィナルフィン | フィナルフィン |              |              | エアルウェン | エアルウェン | エアルウェン | エアルウェン | エアルウェン | エアルウェン |              |              |                |                |                |                |                |                |            |            |            |            |              |            |            |            |  |  |            |            |            |            |            |            |  |  |
| フィンゴルフィン | フィンゴルフィン | フィンゴルフィン | フィンゴルフィン | フィンゴルフィン | フィンゴルフィン | フィナルフィン   | フィナルフィン   | フィナルフィン | フィナルフィン | フィナルフィン | フィナルフィン |              |              | エアルウェン | エアルウェン | エアルウェン | エアルウェン | エアルウェン | エアルウェン |              |              |                |                |                |                |                |                |            |            |            |            |              |            |            |            |  |  |            |            |            |            |            |            |  |  |
|                  |                  |                  |                  |                  |                  |                  |                  |                |                |                |                |              |              |              |              |              |              |              |              |              |              |                |                |                |                |                |                |            |            |            |            |              |            |            |            |  |  |            |            |            |            |            |            |  |  |
|                  |                  |                  |                  |                  |                  |                  |                  |                |                |                |                |              |              |              |              |              |              |              |              |              |              |                |                |                |                |                |                |            |            |            |            |              |            |            |            |  |  |            |            |            |            |            |            |  |  |
| フィンロド       | フィンロド       | フィンロド       | フィンロド       | フィンロド       | フィンロド       | アングロド       | アングロド       | アングロド     | アングロド     | アングロド     | アングロド     | アイグノール | アイグノール | アイグノール | アイグノール | アイグノール | アイグノール | ガラドリエル | ガラドリエル | ガラドリエル | ガラドリエル | ガラドリエル   | ガラドリエル   |                |                | ケレボルン     | ケレボルン     | ケレボルン | ケレボルン | ケレボルン | ケレボルン |              |            |            |            |  |  |            |            |            |            |            |            |  |  |
| フィンロド       | フィンロド       | フィンロド       | フィンロド       | フィンロド       | フィンロド       | アングロド       | アングロド       | アングロド     | アングロド     | アングロド     | アングロド     | アイグノール | アイグノール | アイグノール | アイグノール | アイグノール | アイグノール | ガラドリエル | ガラドリエル | ガラドリエル | ガラドリエル | ガラドリエル   | ガラドリエル   |                |                | ケレボルン     | ケレボルン     | ケレボルン | ケレボルン | ケレボルン | ケレボルン |              |            |            |            |  |  |            |            |            |            |            |            |  |  |
|                  |                  |                  |                  |                  |                  |                  |                  |                |                |                |                |              |              |              |              |              |              |              |              |              |              |                |                |                |                |                |                |            |            |            |            |              |            |            |            |  |  |            |            |            |            |            |            |  |  |
|                  |                  |                  |                  |                  |                  | オロドレス       | オロドレス       | オロドレス     | オロドレス     | オロドレス     | オロドレス     |              |              |              |              |              |              |              |              |              |              | ケレブリーアン | ケレブリーアン | ケレブリーアン | ケレブリーアン | ケレブリーアン | ケレブリーアン |            |            | エルロンド | エルロンド | エルロンド   | エルロンド | エルロンド | エルロンド |  |  |            |            |            |            |            |            |  |  |
|                  |                  |                  |                  |                  |                  | オロドレス       | オロドレス       | オロドレス     | オロドレス     | オロドレス     | オロドレス     |              |              |              |              |              |              |              |              |              |              | ケレブリーアン | ケレブリーアン | ケレブリーアン | ケレブリーアン | ケレブリーアン | ケレブリーアン |            |            | エルロンド | エルロンド | エルロンド   | エルロンド | エルロンド | エルロンド |  |  |            |            |            |            |            |            |  |  |
|                  |                  |                  |                  |                  |                  |                  |                  |                |                |                |                |              |              |              |              |              |              |              |              |              |              |                |                |                |                |                |                |            |            |            |            |              |            |            |            |  |  |            |            |            |            |            |            |  |  |
|                  |                  |                  |                  |                  |                  |                  |                  |                |                |                |                |              |              |              |              |              |              |              |              |              |              |                |                |                |                |                |                |            |            |            |            |              |            |            |            |  |  |            |            |            |            |            |            |  |  |
|                  |                  | フィンドゥイラス | フィンドゥイラス | フィンドゥイラス | フィンドゥイラス | フィンドゥイラス | フィンドゥイラス |                |                | ギル＝ガラド   | ギル＝ガラド   | ギル＝ガラド | ギル＝ガラド | ギル＝ガラド | ギル＝ガラド |              |              | エルラダン   | エルラダン   | エルラダン   | エルラダン   | エルラダン     | エルラダン     | エルロヒア     | エルロヒア     | エルロヒア     | エルロヒア     | エルロヒア | エルロヒア | アルウェン | アルウェン | アルウェン   | アルウェン | アルウェン | アルウェン |  |  | アラゴルン | アラゴルン | アラゴルン | アラゴルン | アラゴルン | アラゴルン |  |  |
|                  |                  | フィンドゥイラス | フィンドゥイラス | フィンドゥイラス | フィンドゥイラス | フィンドゥイラス | フィンドゥイラス |                |                | ギル＝ガラド   | ギル＝ガラド   | ギル＝ガラド | ギル＝ガラド | ギル＝ガラド | ギル＝ガラド |              |              | エルラダン   | エルラダン   | エルラダン   | エルラダン   | エルラダン     | エルラダン     | エルロヒア     | エルロヒア     | エルロヒア     | エルロヒア     | エルロヒア | エルロヒア | アルウェン | アルウェン | アルウェン   | アルウェン | アルウェン | アルウェン |  |  | アラゴルン | アラゴルン | アラゴルン | アラゴルン | アラゴルン | アラゴルン |  |  |
|                  |                  |                  |                  |                  |                  |                  |                  |                |                |                |                |              |              |              |              |              |              |              |              |              |              |                |                |                |                |                |                |            |            |            |            |              |            |            |            |  |  |            |            |            |            |            |            |  |  |
|                  |                  |                  |                  |                  |                  |                  |                  |                |                |                |                |              |              |              |              |              |              |              |              |              |              |                |                |                |                |                |                |            |            |            |            | エルダリオン |            |            |            |  |  |            |            |            |            |            |            |  |  |